# Максимовская (Кумзерское сельское поселение)
Максимовская — деревня в Харовском районе Вологодской области.
Входит в состав Кумзерского сельского поселения, с точки зрения административно-территориального деления — в Кумзерский сельсовет.
Расстояние по автодороге до районного центра Харовска — 50 км, до центра муниципального образования Кумзера — 1 км. Ближайшие населённые пункты — Угол, Воронино, Ерофеевская, Кумзеро, Гришино, Киевская.
По переписи 2002 года население — 28 человек (15 мужчин, 13 женщин). Всё население — русские.